# Hagnéville-et-Roncourt
Hagnéville-et-Roncourt est une commune française située dans le département des Vosges en région Grand Est.

## Géographie

### Localisation
La commune est à 1,3 km de Aulnois, 2,2 de Morville, 5,3 de Malaincourt et 6,2 de Bulgnéville.
Elle se trouve à proximité des villes thermales de Contrexéville (16 km) et Vittel (19 km).

### Géologie et relief
La commune d'Hagnéville-et-Roncourt est composée de deux villages séparés par le Bois d'Hagnéville.
Le hameau d'Hagnéville est situé dans la vallée du Bani. Le hameau de Roncourt est sur le flanc de la colline du Bois des Roches.

### Sismicité
Commune située dans une zone 1 de sismicité très faible.

### Hydrographie et les eaux souterraines
Hydrogéologie et climatologie : Système d’information pour la gestion des eaux souterraines du bassin Rhin-Meuse :
Territoire communal : Occupation du sol (Corinne Land Cover); Cours d'eau (BD Carthage),
Géologie : Carte géologique; Coupes géologiques et techniques,
 Hydrogéologie : Masses d'eau souterraine; BD Lisa; Cartes piézométriques.

#### Réseau hydrographique
La commune est située dans le bassin versant de la Meuse au sein du bassin Rhin-Meuse. Elle est drainée par le ruisseau le Bani, le ruisseau de Dreuve, le ruisseau de Lemmecourt, le ruisseau de Vaudoncourt et le ruisseau des Aulnes,.
Le Bani, d'une longueur totale de 11,7 km, prend sa source dans la commune  et se jette dans le Mouzon à Circourt-sur-Mouzon, après avoir traversé six communes.

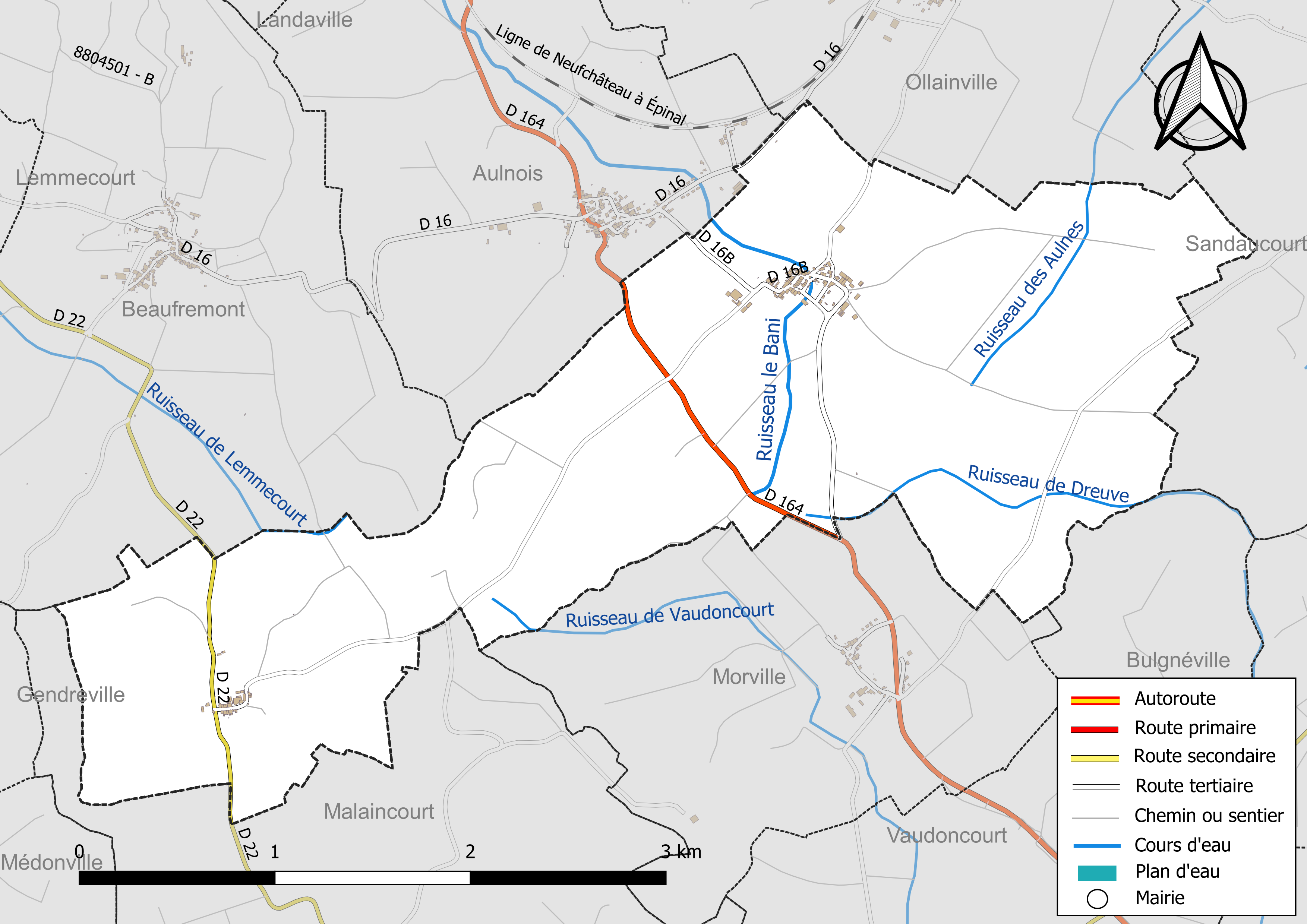
Réseaux hydrographique et routier d'Hagnéville-et-Roncourt.

#### Gestion et qualité des eaux
Le territoire communal est couvert par le schéma d'aménagement et de gestion des eaux (SAGE) « Nappe des Grès du Trias Inférieur ». Ce document de planification, dont le territoire comprend le périmètre de la zone de répartition des eaux de la nappe des Grès du trias inférieur (GTI), d'une superficie de 1 497 km2, est en cours d'élaboration. L’objectif poursuivi est de stabiliser les niveaux piézométriques de la nappe des GTI et atteindre l'équilibre entre les prélèvements et la capacité de recharge de la nappe. Il doit être cohérent avec les objectifs de qualité définis dans les SDAGE Rhin-Meuse et Rhône-Méditerranée. La structure porteuse de l'élaboration et de la mise en œuvre est le conseil départemental des Vosges.
La qualité des eaux de baignade et des cours d’eau peut être consultée sur un site dédié géré par les agences de l’eau et l’Agence française pour la biodiversité.

### Climat
Pour des articles plus généraux, voir Climat du Grand Est et Climat des Vosges.
En 2010, le climat de la commune est de type climat de montagne, selon une étude du Centre national de la recherche scientifique s'appuyant sur une série de données couvrant la période 1971-2000. En 2020, Météo-France publie une typologie des climats de la France métropolitaine dans laquelle la commune est exposée à un climat océanique altéré et est dans la région climatique  Lorraine, plateau de Langres, Morvan, caractérisée par un hiver rude (1,5 °C), des vents modérés et des brouillards fréquents en automne et hiver. 
Pour la période 1971-2000, la température annuelle moyenne est de 9,3 °C, avec une amplitude thermique annuelle de 16,9 °C. Le cumul annuel moyen de précipitations est de 983 mm, avec 13,5 jours de précipitations en janvier et 9,3 jours en juillet. Pour la période 1991-2020, la température moyenne annuelle observée sur la station météorologique de Météo-France la plus proche, « St Ouen-lès-Parey_sapc », sur la commune de Saint-Ouen-lès-Parey à 8 km à vol d'oiseau, est de 10,0 °C et le cumul annuel moyen de précipitations est de 806,8 mm. 
La température maximale relevée sur cette station est de 39,4 °C, atteinte le 25 juillet 2019 ; la température minimale est de −22 °C, atteinte le 20 décembre 2009,,. 
Les paramètres climatiques de la commune ont été estimés pour le milieu du siècle (2041-2070) selon différents scénarios d'émission de gaz à effet de serre à partir des nouvelles projections climatiques de référence DRIAS-2020. Ils sont consultables sur un site dédié publié par Météo-France en novembre 2022.

## Urbanisme

### Typologie
Au 1er janvier 2024, Hagnéville-et-Roncourt est catégorisée commune rurale à habitat dispersé, selon la nouvelle grille communale de densité à sept niveaux définie par l'Insee en 2022.
Elle est située hors unité urbaine. Par ailleurs la commune fait partie de l'aire d'attraction de Vittel - Contrexéville, dont elle est une commune de la couronne,. Cette aire, qui regroupe 72 communes, est catégorisée dans les aires de moins de 50 000 habitants,.

### Occupation des sols
L'occupation des sols de la commune, telle qu'elle ressort de la base de données européenne d’occupation biophysique des sols Corine Land Cover (CLC), est marquée par l'importance des territoires agricoles (83,1 % en 2018), une proportion sensiblement équivalente à celle de 1990 (83 %). La répartition détaillée en 2018 est la suivante : 
prairies (56,4 %), terres arables (25,8 %), forêts (16,9 %), zones agricoles hétérogènes (0,8 %). L'évolution de l’occupation des sols de la commune et de ses infrastructures peut être observée sur les différentes représentations cartographiques du territoire : la carte de Cassini (XVIIIe siècle), la carte d'état-major (1820-1866) et les cartes ou photos aériennes de l'IGN pour la période actuelle (1950 à aujourd'hui).

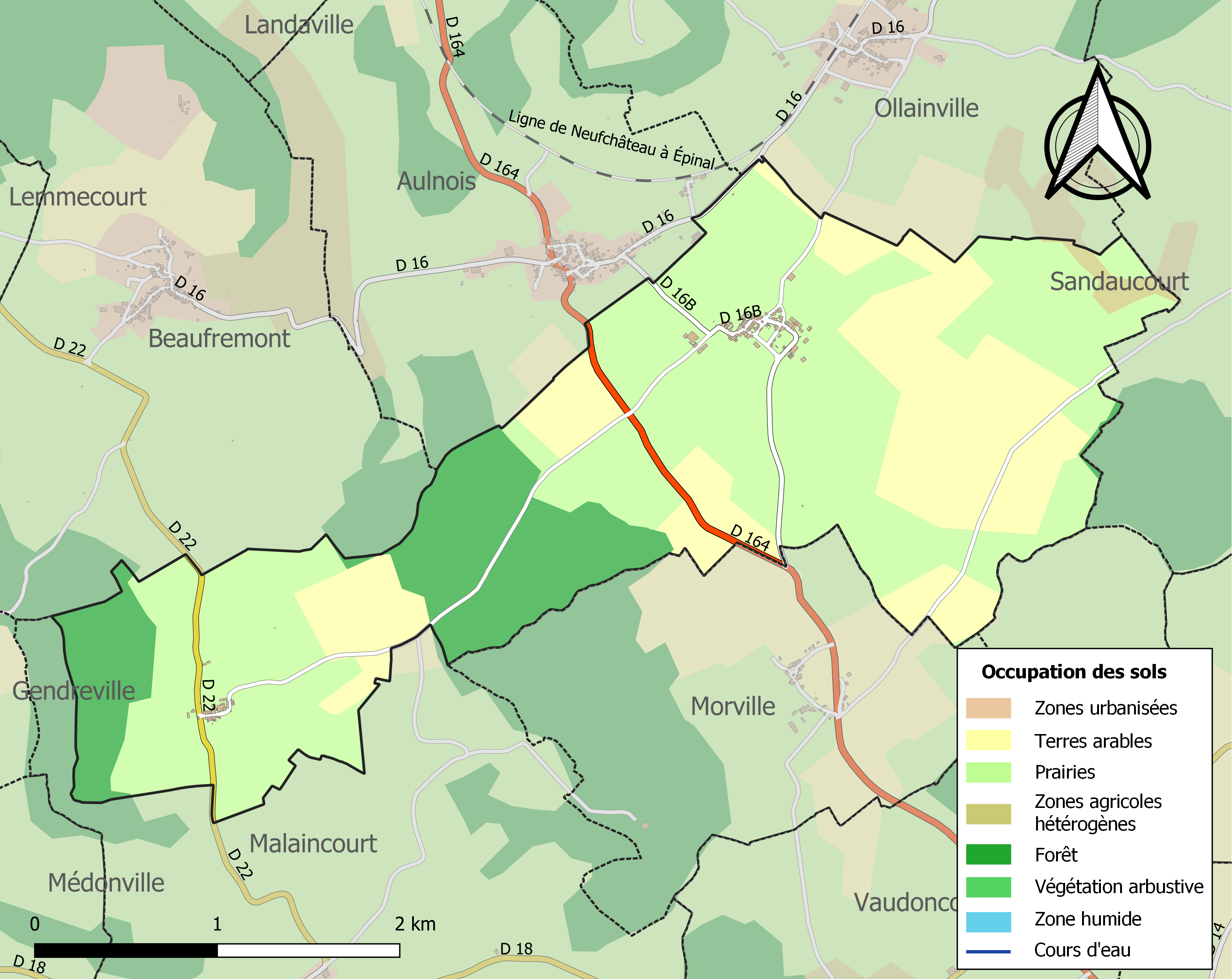
Carte des infrastructures et de l'occupation des sols de la commune en 2018 (CLC).

### Voies de communications et transports

#### Voies routières
- Autoroute A31 (aussi appelée autoroute de Lorraine-Bourgogne) : Échangeurs Bulgnéville, Châtenois, Robécourt.

#### Transports en commun

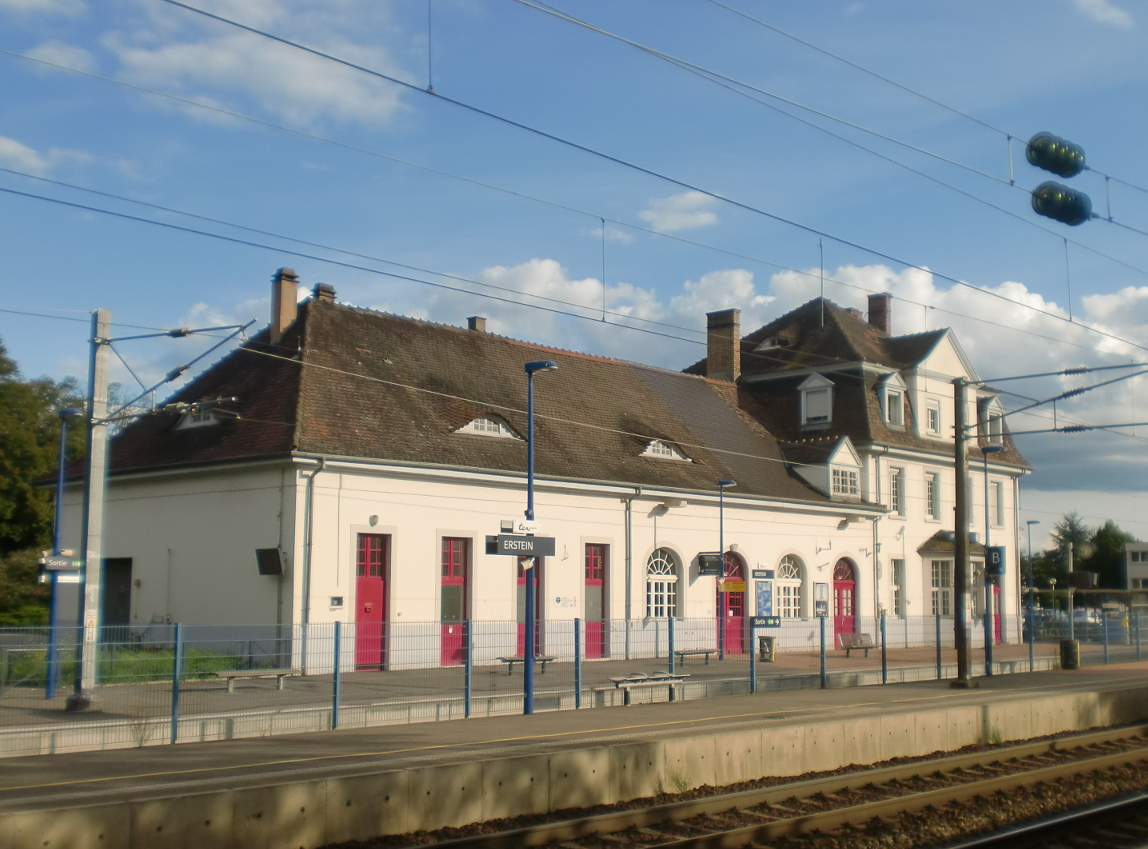
Gare de Vittel.

- Fluo Grand Est.

#### Lignes SNCF
- Gare de Vittel
- Gare de Neufchâteau
- Gare de Contrexéville

## Toponymie
Hagnéville est attesté sous les formes ? Waldricus de Haninevilla (1015) ; Albricus de Haynolvilla (1097) ; ? Apud Haino villam (1116) ; Harnorville, pour Hainorville (1179) ; Ecclesiam Aynulfiville (XIIe siècle) ; H. de Hargnorvile (avant 1204) ; Hermeivillam (1204) ; Hannelville, Haniaeville (1210) ; Hanevile (1211) ; R. de Hanneville, apud Hannervile (1226) ; Haigneville (1303) ; Hainieville, Haignieville (1303) ; ? Henneville (XIVe siècle) ; Higneville (1424) ; Hagneville, Hagneyville (1426) ; Heygneville (1449) ; Hagnieville (1465) ; Hegneiville (1475) ; Attigneville (1656) ; Hagnéville-sous-Beaufremont (1779).

Roncourt est attesté sous les formes Rodinocurte (XIe siècle) ; ? Villa Rodoniscurtis (XIe ou XIIe siècle) ; Roncort (1278) ; Capella Beatae Mariae de Roncort (1292) ; Roncourt (1340) ; Roncourt-sous-Beauffremont (1779).

## Histoire
Hagnéville : 
Au XVIIe siècle, la terre d'Hagnéville est un fief de la famille de Pleisse. Elle passe à la famille de Greische par le mariage de Claude de Greische avec Françoise de Pleisse en 1666. Les Greische sont originaires du Luxembourg et sont implantés en Lorraine depuis le XVIe siècle.
En 1751, le fils de Claude de Greische, le chevalier Jean-Paul de Greische, époux de Marie de Landrian, est seigneur d'Hagnéville. Il habite dans le village un ''château situé audit lieu, avec les basse-cours, jardins fruitiers, potagers & enclos, dépendans et joignans le dit château...''.
Le fils de Jean-Paul de Greische, Thomas-Melchior de Greische, épouse, toujours en 1751, la comtesse Marguerite-Catherine de Lavaulx, fille d'Alexis de Lavaulx, seigneur de Sauville et de Marie Sarazin de Germainvilliers. Le couple aura cinq enfants, dont deux fils qui seront chevaliers de Malte, parrainés par leur oncle Jean de Lavaulx. Ce dernier soutiendra également leurs deux sœurs, Catherine-Marguerite et Elisabeth-Pétronille de Greische, qui seront chanoinesses du chapitre Saint-Denis d'Alix. Thomas de Greische meurt en 1761 et sa veuve est en butte à un procès en 1774 de la part d'un proche parent de sa belle-famille, Félicien de Hurdt.
Le 1er janvier 1978, Hagnéville devient Hagnéville-et-Roncourt à la suite de sa fusion avec Roncourt.
Roncourt :
Rattachement paroissial : Succursale de Beaufremont, érigée en 1628, diocèse de Toul, doyenné de Châtenois.
1751 : bailliage de Bourmont.
An VIII. 1790 : District de Neufchâteau, Canton de Bulgnéville.
Commune fusionnée avec Hagnéville sous la dénomination Hagnéville-et-Roncourt par arrêté préfectoral du 26 décembre 1977.

## Politique et administration
| Période                                  | Période                    | Identité     | Étiquette | Qualité |
| ---------------------------------------- | -------------------------- | ------------ | --------- | ------- |
| Les données manquantes sont à compléter. |                            |              |           |         |
| mars 1999                                | mai 2020                   | Alain Larché |           |         |
| mai 2020                                 | En cours (au 30 juin 2020) | Katia Voirin |           |         |

### Budget et fiscalité 2022

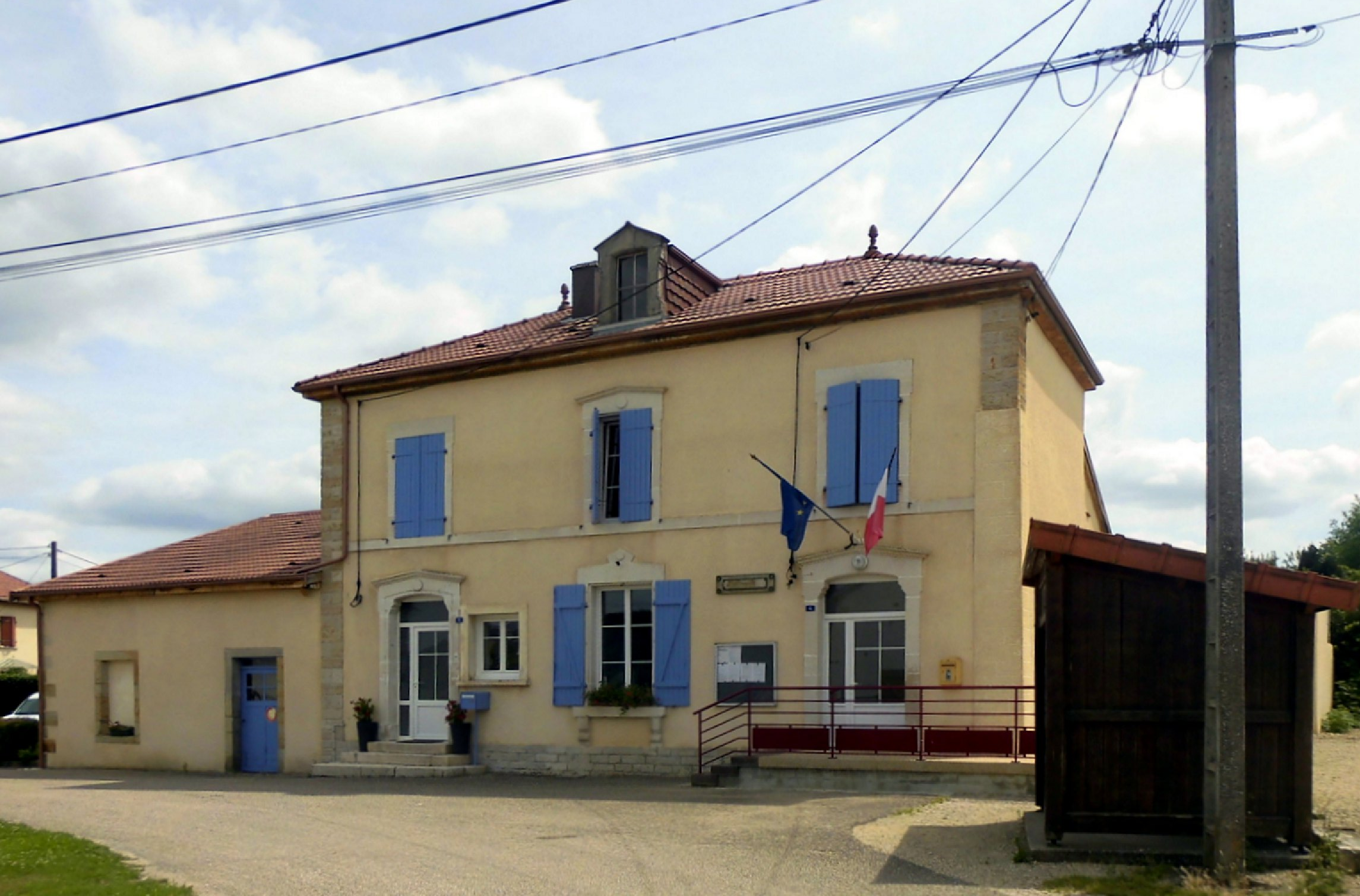
La mairie.

En 2022, le budget de la commune était constitué ainsi :
- total des produits de fonctionnement : 106 000 €, soit 1 213 € par habitant ;
- total des charges de fonctionnement : 81 000 €, soit 934 € par habitant ;
- total des ressources d'investissement : 7 000 €, soit 75 € par habitant ;
- total des emplois d'investissement : 5 000 €, soit 61 € par habitant ;
- endettement : 0 €, soit 3 € par habitant.

Avec les taux de fiscalité suivants :
- taxe d'habitation : 18,95 % ;
- taxe foncière sur les propriétés bâties : 39,25 % ;
- taxe foncière sur les propriétés non bâties : 23,78 % ;
- taxe additionnelle à la taxe foncière sur les propriétés non bâties : 38,75 % ;
- cotisation foncière des entreprises : 15,57 %.

Chiffres clés Revenus et pauvreté des ménages en 2021 : médiane en 2021 du revenu disponible, par unité de consommation.

## Économie

### Entreprises et commerces

#### Agriculture
- Élevage de vaches laitières.
- Élevage d'autres bovins et de buffles.

#### Tourisme
- Hébergements et restauration à Bulgnéville, Châtenois, Contrexéville, Saint-Paul.

#### Commerces
- Commerces et services de proximité.

## Population et société

### Démographie

#### Évolution démographique
L'évolution du nombre d'habitants est connue à travers les recensements de la population effectués dans la commune depuis 1793. Pour les communes de moins de 10 000 habitants, une enquête de recensement portant sur toute la population est réalisée tous les cinq ans, les populations de référence des années intermédiaires étant quant à elles estimées par interpolation ou extrapolation. Pour la commune, le premier recensement exhaustif entrant dans le cadre du nouveau dispositif a été réalisé en 2008.

En 2022, la commune comptait 81 habitants, en évolution de −7,95 % par rapport à 2016 (Vosges : −2,96 %, France hors Mayotte : +2,11 %).
| 1793 | 1800 | 1806 | 1821 | 1831 | 1836 | 1841 | 1846 | 1856 |
| ---- | ---- | ---- | ---- | ---- | ---- | ---- | ---- | ---- |
| 145  | 177  | 172  | 154  | 174  | 179  | 177  | 190  | 177  |

| 1861 | 1866 | 1876 | 1881 | 1886 | 1891 | 1896 | 1901 | 1906 |
| ---- | ---- | ---- | ---- | ---- | ---- | ---- | ---- | ---- |
| 175  | 165  | 164  | 148  | 141  | 125  | 127  | 122  | 135  |

| 1911 | 1921 | 1926 | 1931 | 1936 | 1946 | 1954 | 1962 | 1968 |
| ---- | ---- | ---- | ---- | ---- | ---- | ---- | ---- | ---- |
| 142  | 119  | 118  | 109  | 125  | 126  | 114  | 100  | 91   |

| 1975 | 1982 | 1990 | 1999 | 2006 | 2008 | 2013 | 2018 | 2022 |
| ---- | ---- | ---- | ---- | ---- | ---- | ---- | ---- | ---- |
| 81   | 91   | 104  | 89   | 84   | 82   | 89   | 87   | 81   |

### Enseignement
Établissements d'enseignements :
- Écoles maternelles et primaires à Bulgnéville, Landaville, Rouvres-la-Chétive, Châtenois, Saint-Ouen-lès-Parey.
- Collèges à Châtenois, Mandres-sur-Vair, Contrexéville, Vittel, Neufchâteau.
- Lycées à Mandres-sur-Vair, Contrexéville, Vittel, Neufchâteau.

### Santé
Professionnels et établissements de santé :
- Médecins à Bulgnéville, Contexéville, Vittel[30].
- Pharmacies à Bulgnéville, Contexéville, Vittel, Châtenois, Vrécourt.
- Hôpitaux à Vittel, Lamarche, Neufchâteau, Mattaincourt.

### Cultes
- Culte catholique, Paroisse Saint-Basle-de-la-Plaine[31], Diocèse de Saint-Dié.

## Culture locale et patrimoine

### Lieux et monuments
Hagnéville : 
- Église Sainte-Gontrude, à Hagnéville,

avec le sarcophage de sainte Gontrude dont le couvercle est du Ve siècle,;
Cloche de 1774 ;
2 statues : Saint Étienne, Sainte Catherine.
- Calvaire méridional du XVIe siècle, croix de chemin en pierre classée au titre des monuments historiques par arrêté du 3 juin 1908[36] ;
- Calvaire du début du XVIIe siècle ;

Roncourt :
- Château de Roncourt (XVIIIe siècle) ;

Ferme du château de Roncourt.
- Église de l'Assomption-de-Notre-Dame (1854), à Roncourt[38].

Coq de clocher de l'église,.
- Patrimoine architectural rural recensé par le service de l'Inventaire général du patrimoine culturel :

La commune a fait l’objet d'un traitement de l'architecture rurale à travers une étude thématique, qui a repéré 47 fermes et en a étudié 6.
Puits - pompe à eau - auge-abreuvoir.
- Fontaine-lavoir du hameau Roncourt[43]. La fontaine-lavoir d'eau minérale aurait les mêmes vertus que celle de Contrexéville, mais n'est pas exploitée[44].

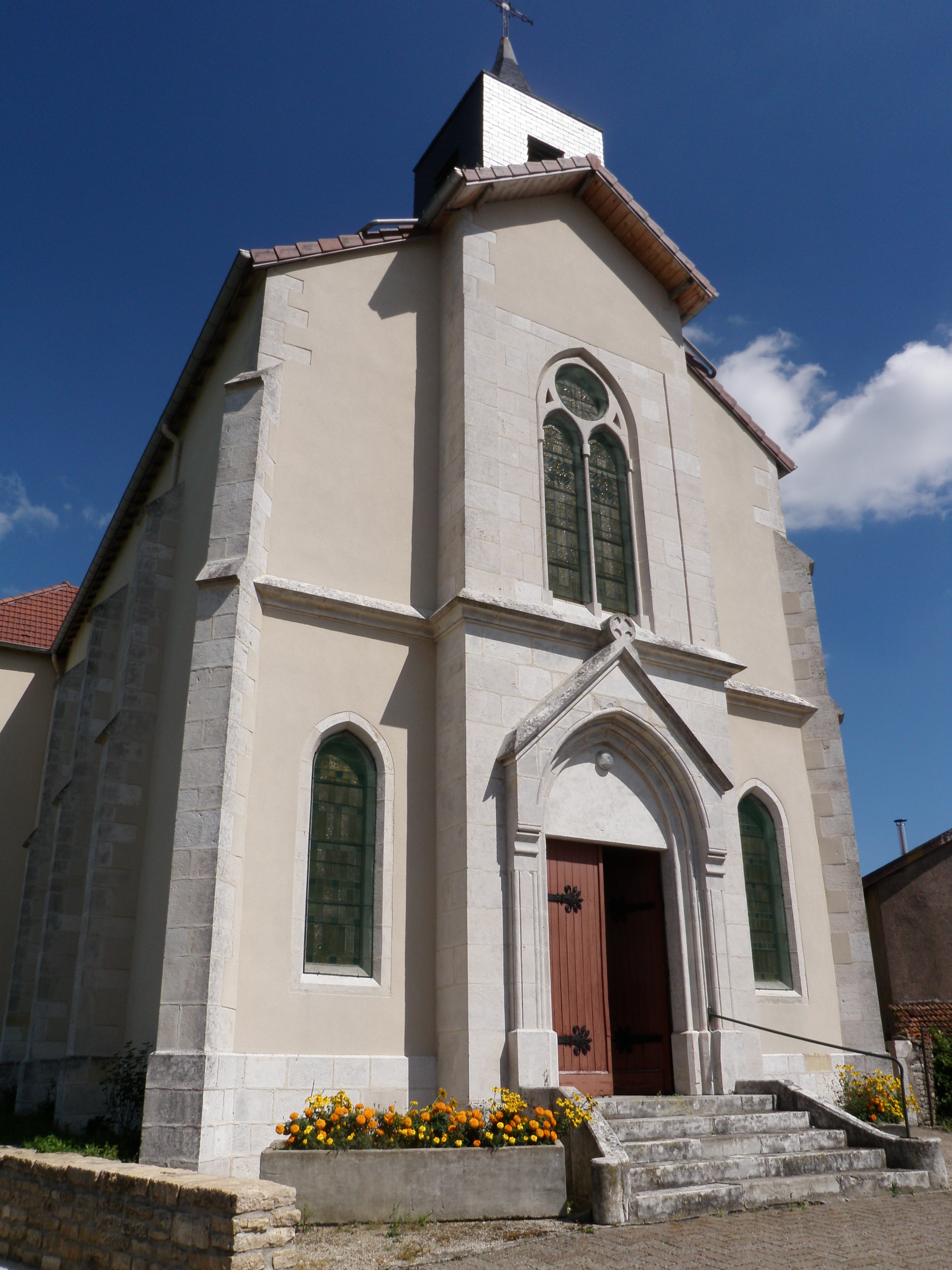
Façade sud de l'église Sainte-Gontrude.
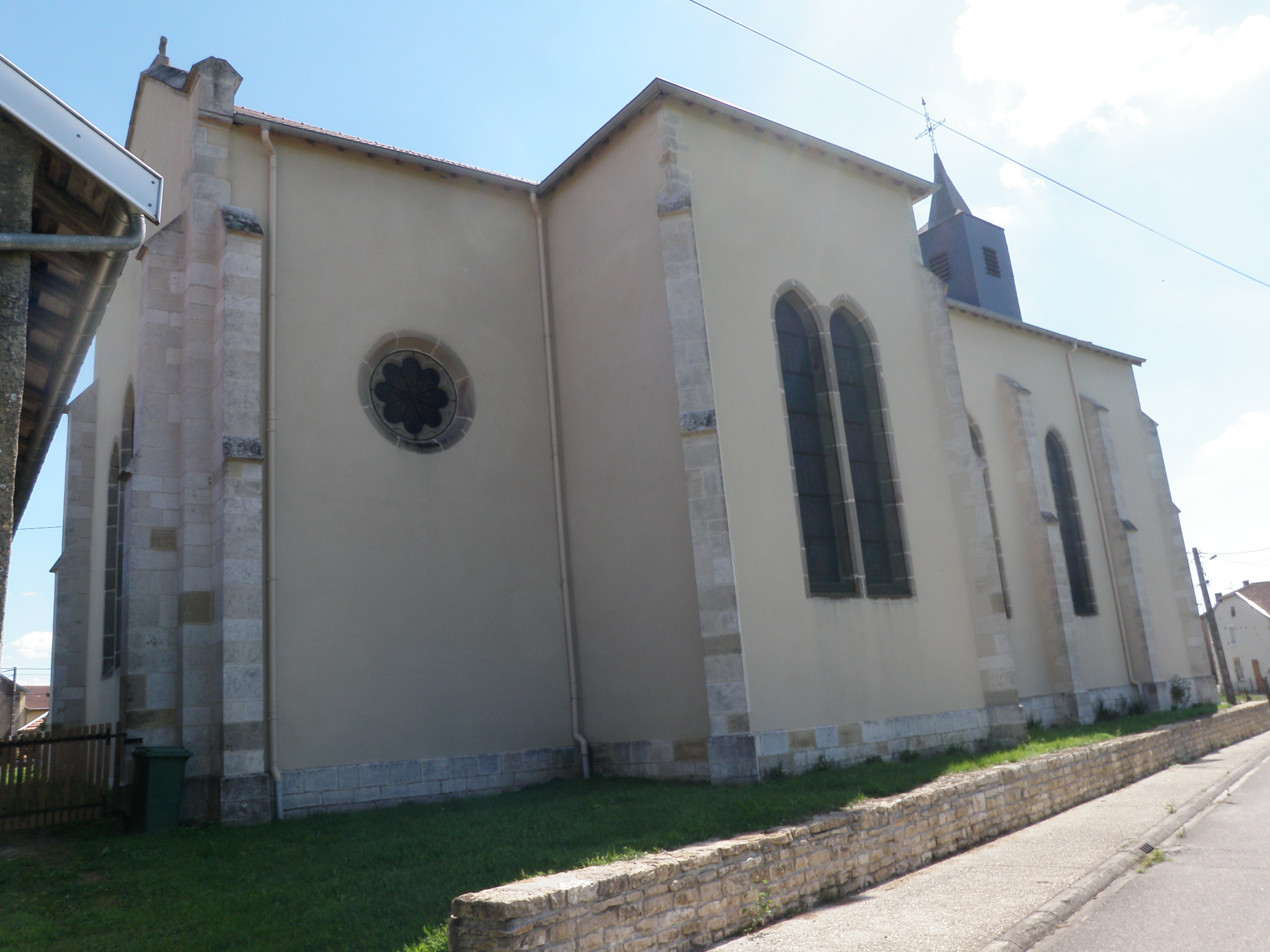
Façade ouest de l'église Sainte-Gontrude
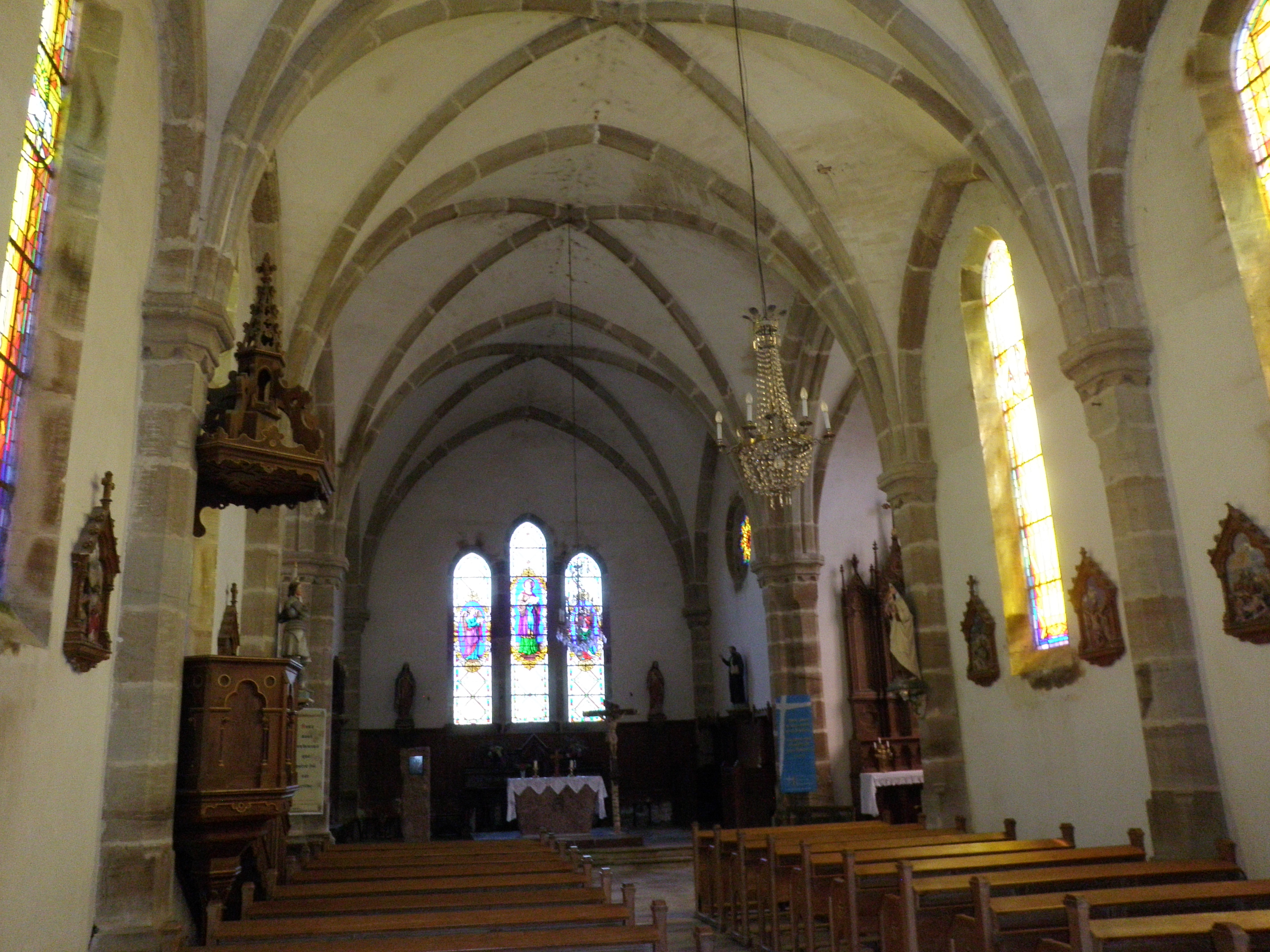
Nef de l'église Sainte-Gontrude (avec le chœur au fond).
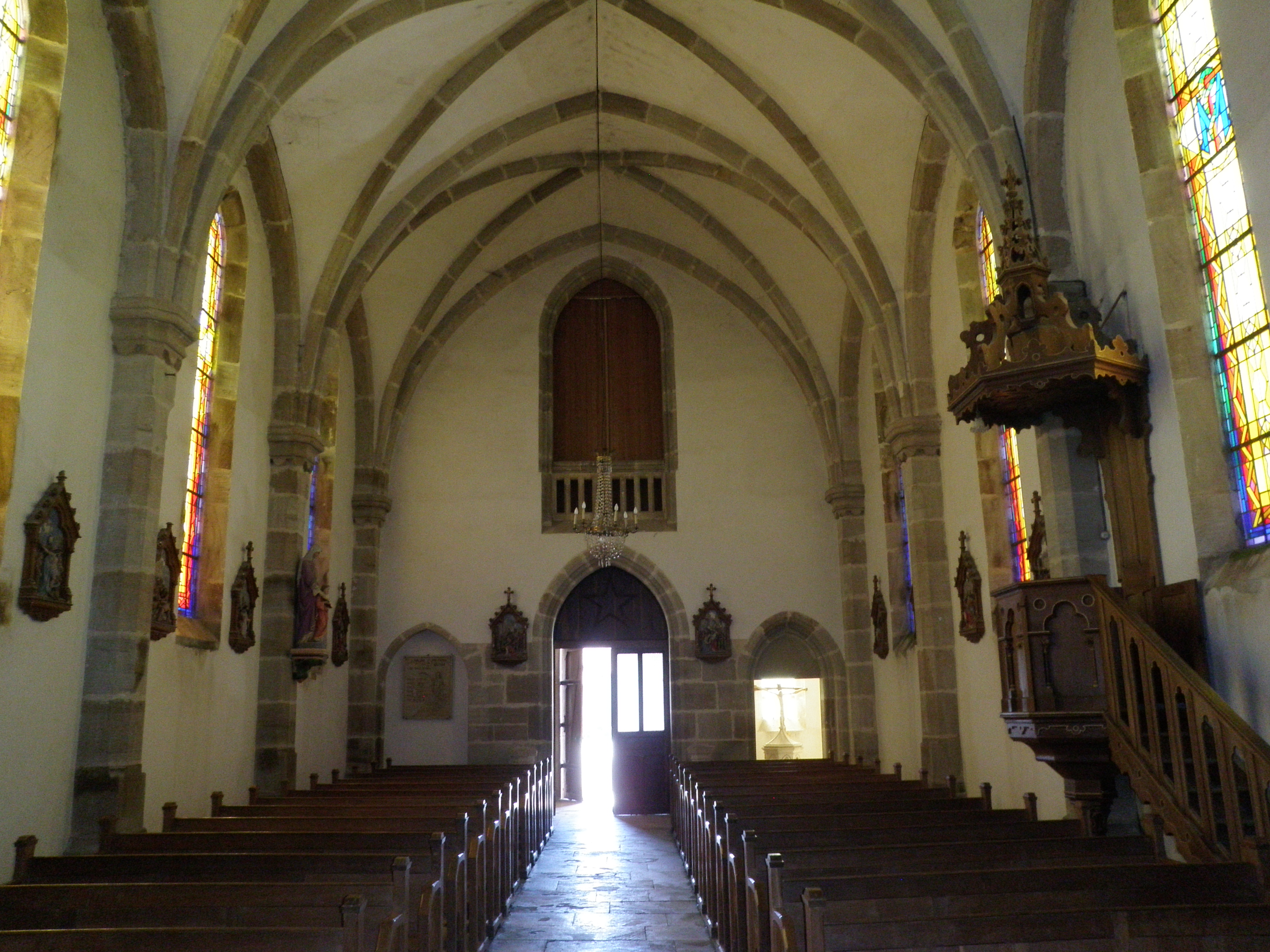
Nef de l'église Sainte-Gontrude (avec la porte d'entrée au fond).
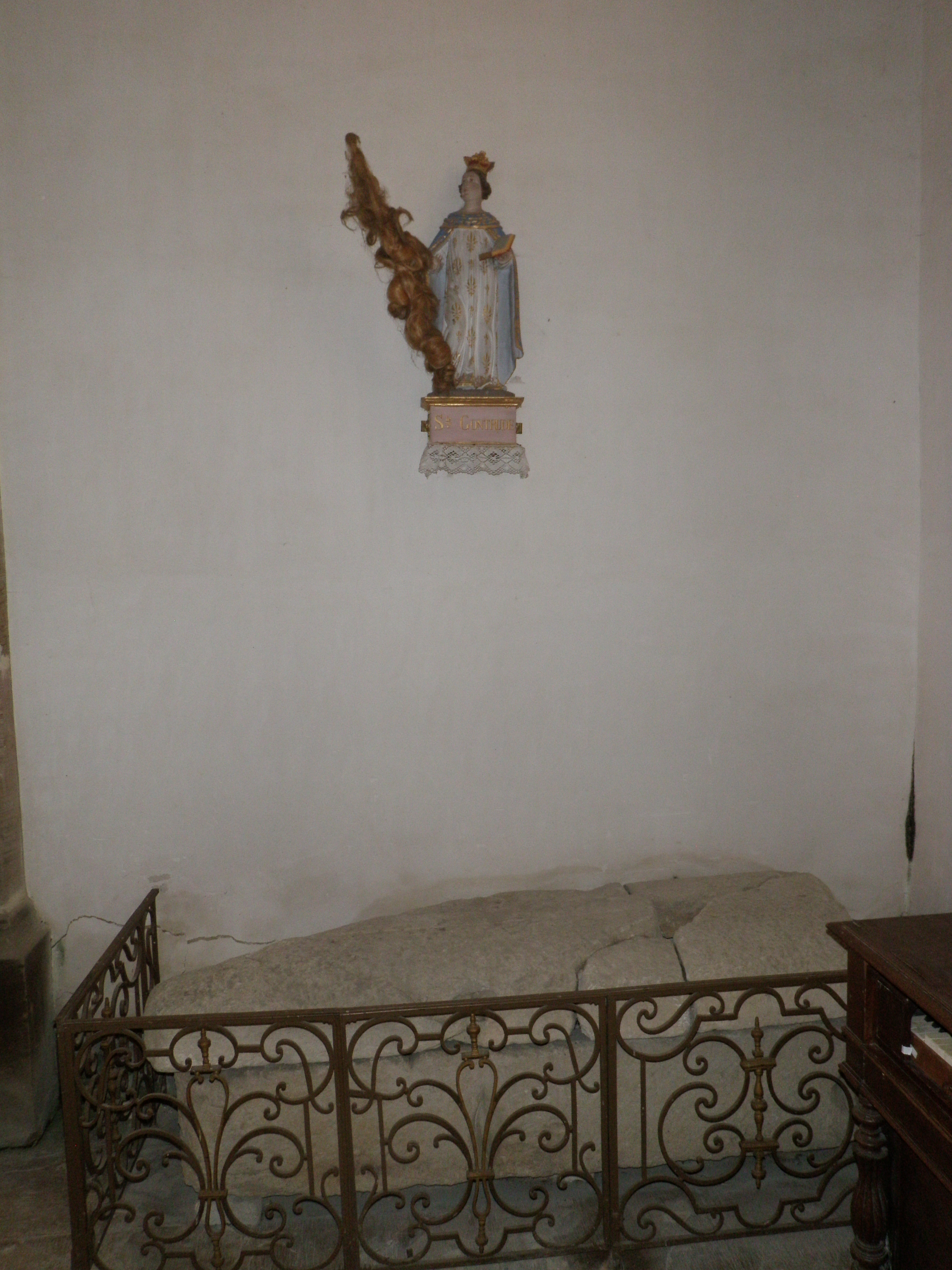
Sarcophage de sainte Gontrude.
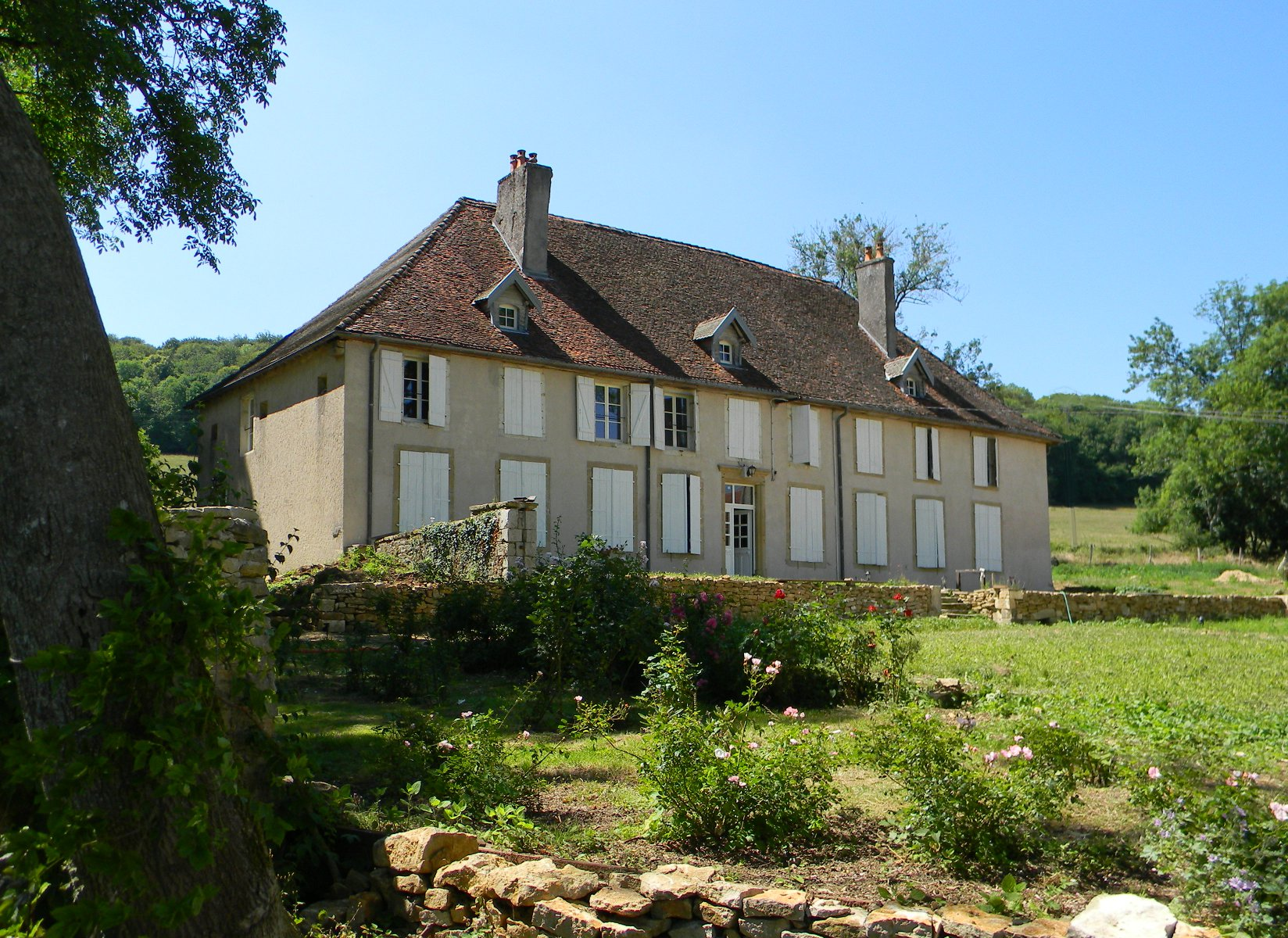
Château de Roncourt.

### Personnalités liées à la commune
- Le château de Roncourt[45] a été acheté par l'illustrateur et homme politique Yann Wehrling en 2006.

## Pour approfondir